# Albert van Pruisen (1809-1872)

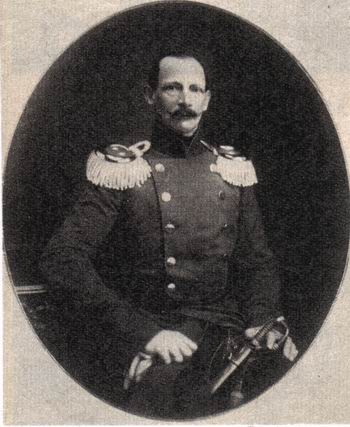
Albert van Pruisen op latere leeftijd

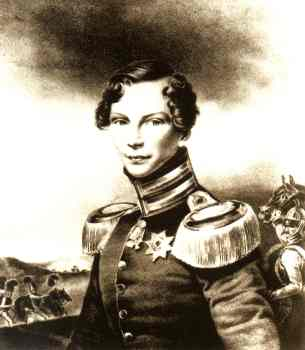
Prins Albert

Frederik Hendrik Albert (of Albrecht) (Koningsbergen, 4 oktober 1809 - Berlijn, 14 oktober 1872), prins van Pruisen, was een Pruisisch militair, in Nederland vooral bekend als echtgenoot van prinses Marianne van Oranje-Nassau.
Hij was het tiende en jongste kind van Frederik Willem III van Pruisen en Louise van Mecklenburg-Strelitz, dochter van Karel II van Mecklenburg-Strelitz, en dus een jongere broer van Frederik Willem IV en Wilhelm I.

## Militaire loopbaan
Hij nam in 1819 als luitenant dienst in het Pruisische leger, werd in 1852 generaal der cavalerie, een legeronderdeel dat zijn bijzondere interesse had, en in 1865 inspecteur-generaal. Hij voerde in de Duitse Oorlog het bevel over een cavaleriekorps en nam deel aan de veldslagen bij Münchengrätz, Gitschin en Königgrätz.
In de Frans-Duitse Oorlog voerde hij het commando over de vierde cavaleriedivisie van het derde leger en trok daarmee van Wissembourg via Wœrth en Sedan naar Parijs. Daar kreeg hij de opdracht ter observatie van het Loireleger naar Orléans op te rukken en nam aldaar met succes deel aan de krijgsverrichtingen onder generaal Von der Tann, Frederik Frans II van Mecklenburg-Schwerin en prins Frederik Karel. Na het eind van de oorlog werd hij tot kolonel-generaal benoemd.

## Huwelijken
Hij trad op 14 september 1830 op Paleis Noordeinde in het huwelijk met zijn volle nicht Marianne, de dochter van koning Willem I en Wilhelmina van Pruisen. Mariannes oudere broer Frederik was sinds 1825 gehuwd met Alberts oudere zuster Louise.
Hoewel de twee elkaar al sinds jonge leeftijd kenden en zeker enige genegenheid voor elkaar koesterden, was het huwelijk geenszins gelukkig te noemen, onder meer door zijn escapades. Zij verliet Albert in 1845 en toen zij in 1849 zwanger bleek, was Willem II bereid een formele scheiding te erkennen. Frederik Willem IV weigerde dit vooralsnog, maar verbood Marianne aan zijn hof te verschijnen. Hij erkende de scheiding in 1853, toen Albert een morganatisch huwelijk wilde aangaan met Rosalie von Rauch, dochter van de minister van Oorlog Gustav von Rauch, die daarna tot gravin von Hohenau werd verheven.
Omdat hem de toegang tot Pruisen was ontzegd, vestigde hij zich in Slot Albrechtsberg bij Dresden (hoofdstad van het Koninkrijk Saksen), dat hij Adolf Lohse tussen 1850 en 1854 had laten bouwen. Ook nadat hij zich in 1856 weer in Berlijn mocht vertonen, bleef hij daar met zijn tweede gezin wonen. Zijn Berlijnse residentie in de Wilhelmstraße, het Prinz-Albrecht-Palais, liet hij in 1860 eveneens door Lohse verbouwen, nadat Karl Friedrich Schinkel het in zijn opdracht al eerder wezenlijk had veranderd. Hij stierf aldaar in de herfst van 1872.

## Kinderen
Uit zijn huwelijk met Marianne werden vijf kinderen geboren, van wie er drie de volwassen leeftijd bereikten:
- Frederika Louise Wilhelmina Marianne Charlotte (1831-1855), gehuwd met George II van Saksen-Meiningen
- Naamloze zoon (1832)
- Frederik Willem Nicolaas Albert (1837-1906), gehuwd met Marie van Saksen-Altenburg
- Frederika Louise Wilhelmina Elisabeth (27 augustus - 9 oktober 1840)
- Frederika Wilhelmina Louise Elisabeth Alexandrine (1842-1906), gehuwd met Willem van Mecklenburg

Bij zijn tweede echtgenote verwekte hij nog twee kinderen, die de titel graaf von Hohenau ontvingen:
- Georg Albrecht Wilhelm Graf von Hohenau (1854-1930)

∞ 1. 1878 Gräfin Laura Saurma von und zu der Jeltsch (1857–1884)
∞ 2. 1887 Prinzessin Margarethe zu Hohenlohe-Öhringen (1865–1940)
- Bernhard Wilhelm Albrecht Friedrich Graf von Hohenau (1857-1914)

∞ 1881 Charlotte von der Decken (1863–1933)
Deze beide zoons waren verdachten in de Harden-Eulenburgaffaire. Dit waren verschillende processen omtrent, toen nog verboden, homoseksualiteit binnen de adellijke kringen rondom keizer Wilhelm II. De oudste zoon Wilhelm werd hiervan vrijgesproken. Van Friedrich (Fritz) wordt echter wel betrokkenheid van de twee grootste schandalen binnen het Duitse Keizerrijk bewezen. Hij blijkt zowel bij de Harden-Eulenburgaffaire, als samen met zijn vrouw bij de zogenaamde Kotze-affaire betrokken. In 1901 moest hij tezamen met Friedrich Botho, de broer van vorst Philipp van Eulenburg-Hertefeld wegens homoseksuele neigingen het leger verlaten.

## Kwartierstaat
| August Willem van Pruisen (1722—1758)      | August Willem van Pruisen (1722—1758)      | August Willem van Pruisen (1722—1758)      | August Willem van Pruisen (1722—1758)      | August Willem van Pruisen (1722—1758)      | August Willem van Pruisen (1722—1758)      | Amalia van Brunswijk-Wolfenbüttel (1722-1780) | Amalia van Brunswijk-Wolfenbüttel (1722-1780) | Amalia van Brunswijk-Wolfenbüttel (1722-1780) | Amalia van Brunswijk-Wolfenbüttel (1722-1780) | Amalia van Brunswijk-Wolfenbüttel (1722-1780) | Amalia van Brunswijk-Wolfenbüttel (1722-1780) |                                             |                                             | Lodewijk IX van Hessen-Darmstadt (1719–1790) | Lodewijk IX van Hessen-Darmstadt (1719–1790) | Lodewijk IX van Hessen-Darmstadt (1719–1790) | Lodewijk IX van Hessen-Darmstadt (1719–1790) | Lodewijk IX van Hessen-Darmstadt (1719–1790) | Lodewijk IX van Hessen-Darmstadt (1719–1790) | Henriëtte Caroline van Palts-Zweibrücken (1721-1774) | Henriëtte Caroline van Palts-Zweibrücken (1721-1774) | Henriëtte Caroline van Palts-Zweibrücken (1721-1774) | Henriëtte Caroline van Palts-Zweibrücken (1721-1774) | Henriëtte Caroline van Palts-Zweibrücken (1721-1774) | Henriëtte Caroline van Palts-Zweibrücken (1721-1774) |                               |                               | Karel van Mecklenburg-Strelitz (1708-1752) | Karel van Mecklenburg-Strelitz (1708-1752) | Karel van Mecklenburg-Strelitz (1708-1752) | Karel van Mecklenburg-Strelitz (1708-1752) | Karel van Mecklenburg-Strelitz (1708-1752)    | Karel van Mecklenburg-Strelitz (1708-1752)    | Elisabeth Albertine van Sachsen-Hildburghausen (1713–1761) | Elisabeth Albertine van Sachsen-Hildburghausen (1713–1761) | Elisabeth Albertine van Sachsen-Hildburghausen (1713–1761) | Elisabeth Albertine van Sachsen-Hildburghausen (1713–1761) | Elisabeth Albertine van Sachsen-Hildburghausen (1713–1761) | Elisabeth Albertine van Sachsen-Hildburghausen (1713–1761) |                                             |                                             | George Wilhelm van Hessen-Darmstadt (1722-1782) | George Wilhelm van Hessen-Darmstadt (1722-1782) | George Wilhelm van Hessen-Darmstadt (1722-1782)            | George Wilhelm van Hessen-Darmstadt (1722-1782)            | George Wilhelm van Hessen-Darmstadt (1722-1782)            | George Wilhelm van Hessen-Darmstadt (1722-1782)            | Maria Luise Albertine van Leiningen-Dagsburg-Falkenburg (1729-1818) | Maria Luise Albertine van Leiningen-Dagsburg-Falkenburg (1729-1818) | Maria Luise Albertine van Leiningen-Dagsburg-Falkenburg (1729-1818) | Maria Luise Albertine van Leiningen-Dagsburg-Falkenburg (1729-1818) | Maria Luise Albertine van Leiningen-Dagsburg-Falkenburg (1729-1818) | Maria Luise Albertine van Leiningen-Dagsburg-Falkenburg (1729-1818) |  |  |  |  |  |  |  |  |  |  |  |  |  |  |  |  |  |  |  |  |  |  |  |  |  |  |  |  |  |  |  |  |  |  |  |  |  |  |  |  |  |  |  |  |  |  |  |  |
| August Willem van Pruisen (1722—1758)      | August Willem van Pruisen (1722—1758)      | August Willem van Pruisen (1722—1758)      | August Willem van Pruisen (1722—1758)      | August Willem van Pruisen (1722—1758)      | August Willem van Pruisen (1722—1758)      | Amalia van Brunswijk-Wolfenbüttel (1722-1780) | Amalia van Brunswijk-Wolfenbüttel (1722-1780) | Amalia van Brunswijk-Wolfenbüttel (1722-1780) | Amalia van Brunswijk-Wolfenbüttel (1722-1780) | Amalia van Brunswijk-Wolfenbüttel (1722-1780) | Amalia van Brunswijk-Wolfenbüttel (1722-1780) |                                             |                                             | Lodewijk IX van Hessen-Darmstadt (1719–1790) | Lodewijk IX van Hessen-Darmstadt (1719–1790) | Lodewijk IX van Hessen-Darmstadt (1719–1790) | Lodewijk IX van Hessen-Darmstadt (1719–1790) | Lodewijk IX van Hessen-Darmstadt (1719–1790) | Lodewijk IX van Hessen-Darmstadt (1719–1790) | Henriëtte Caroline van Palts-Zweibrücken (1721-1774) | Henriëtte Caroline van Palts-Zweibrücken (1721-1774) | Henriëtte Caroline van Palts-Zweibrücken (1721-1774) | Henriëtte Caroline van Palts-Zweibrücken (1721-1774) | Henriëtte Caroline van Palts-Zweibrücken (1721-1774) | Henriëtte Caroline van Palts-Zweibrücken (1721-1774) |                               |                               | Karel van Mecklenburg-Strelitz (1708-1752) | Karel van Mecklenburg-Strelitz (1708-1752) | Karel van Mecklenburg-Strelitz (1708-1752) | Karel van Mecklenburg-Strelitz (1708-1752) | Karel van Mecklenburg-Strelitz (1708-1752)    | Karel van Mecklenburg-Strelitz (1708-1752)    | Elisabeth Albertine van Sachsen-Hildburghausen (1713–1761) | Elisabeth Albertine van Sachsen-Hildburghausen (1713–1761) | Elisabeth Albertine van Sachsen-Hildburghausen (1713–1761) | Elisabeth Albertine van Sachsen-Hildburghausen (1713–1761) | Elisabeth Albertine van Sachsen-Hildburghausen (1713–1761) | Elisabeth Albertine van Sachsen-Hildburghausen (1713–1761) |                                             |                                             | George Wilhelm van Hessen-Darmstadt (1722-1782) | George Wilhelm van Hessen-Darmstadt (1722-1782) | George Wilhelm van Hessen-Darmstadt (1722-1782)            | George Wilhelm van Hessen-Darmstadt (1722-1782)            | George Wilhelm van Hessen-Darmstadt (1722-1782)            | George Wilhelm van Hessen-Darmstadt (1722-1782)            | Maria Luise Albertine van Leiningen-Dagsburg-Falkenburg (1729-1818) | Maria Luise Albertine van Leiningen-Dagsburg-Falkenburg (1729-1818) | Maria Luise Albertine van Leiningen-Dagsburg-Falkenburg (1729-1818) | Maria Luise Albertine van Leiningen-Dagsburg-Falkenburg (1729-1818) | Maria Luise Albertine van Leiningen-Dagsburg-Falkenburg (1729-1818) | Maria Luise Albertine van Leiningen-Dagsburg-Falkenburg (1729-1818) |  |  |  |  |  |  |  |  |  |  |  |  |  |  |  |  |  |  |  |  |  |  |  |  |  |  |  |  |  |  |  |  |  |  |  |  |  |  |  |  |  |  |  |  |  |  |  |  |
|                                            |                                            |                                            |                                            |                                            |                                            |                                               |                                               |                                               |                                               |                                               |                                               |                                             |                                             |                                              |                                              |                                              |                                              |                                              |                                              |                                                      |                                                      |                                                      |                                                      |                                                      |                                                      |                               |                               |                                            |                                            |                                            |                                            |                                               |                                               |                                                            |                                                            |                                                            |                                                            |                                                            |                                                            |                                             |                                             |                                                 |                                                 |                                                            |                                                            |                                                            |                                                            |                                                                     |                                                                     |                                                                     |                                                                     |                                                                     |                                                                     |  |  |  |  |  |  |  |  |  |  |  |  |  |  |  |  |  |  |  |  |  |  |  |  |  |  |  |  |  |  |  |  |  |  |  |  |  |  |  |  |  |  |  |  |  |  |  |  |
|                                            |                                            |                                            |                                            | Frederik Willem II van Pruisen (1744-1797) | Frederik Willem II van Pruisen (1744-1797) | Frederik Willem II van Pruisen (1744-1797)    | Frederik Willem II van Pruisen (1744-1797)    | Frederik Willem II van Pruisen (1744-1797)    | Frederik Willem II van Pruisen (1744-1797)    |                                               |                                               |                                             |                                             |                                              |                                              | Frederika van Hessen-Darmstadt (1751-1805)   | Frederika van Hessen-Darmstadt (1751-1805)   | Frederika van Hessen-Darmstadt (1751-1805)   | Frederika van Hessen-Darmstadt (1751-1805)   | Frederika van Hessen-Darmstadt (1751-1805)           | Frederika van Hessen-Darmstadt (1751-1805)           |                                                      |                                                      |                                                      |                                                      |                               |                               |                                            |                                            |                                            |                                            | Karel II van Mecklenburg-Strelitz (1741-1816) | Karel II van Mecklenburg-Strelitz (1741-1816) | Karel II van Mecklenburg-Strelitz (1741-1816)              | Karel II van Mecklenburg-Strelitz (1741-1816)              | Karel II van Mecklenburg-Strelitz (1741-1816)              | Karel II van Mecklenburg-Strelitz (1741-1816)              |                                                            |                                                            |                                             |                                             |                                                 |                                                 | Frederika Caroline Louise van Hessen-Darmstadt (1752–1782) | Frederika Caroline Louise van Hessen-Darmstadt (1752–1782) | Frederika Caroline Louise van Hessen-Darmstadt (1752–1782) | Frederika Caroline Louise van Hessen-Darmstadt (1752–1782) | Frederika Caroline Louise van Hessen-Darmstadt (1752–1782)          | Frederika Caroline Louise van Hessen-Darmstadt (1752–1782)          |                                                                     |                                                                     |                                                                     |                                                                     |  |  |  |  |  |  |  |  |  |  |  |  |  |  |  |  |  |  |  |  |  |  |  |  |  |  |  |  |  |  |  |  |  |  |  |  |  |  |  |  |  |  |  |  |  |  |  |  |
|                                            |                                            |                                            |                                            | Frederik Willem II van Pruisen (1744-1797) | Frederik Willem II van Pruisen (1744-1797) | Frederik Willem II van Pruisen (1744-1797)    | Frederik Willem II van Pruisen (1744-1797)    | Frederik Willem II van Pruisen (1744-1797)    | Frederik Willem II van Pruisen (1744-1797)    |                                               |                                               |                                             |                                             |                                              |                                              | Frederika van Hessen-Darmstadt (1751-1805)   | Frederika van Hessen-Darmstadt (1751-1805)   | Frederika van Hessen-Darmstadt (1751-1805)   | Frederika van Hessen-Darmstadt (1751-1805)   | Frederika van Hessen-Darmstadt (1751-1805)           | Frederika van Hessen-Darmstadt (1751-1805)           |                                                      |                                                      |                                                      |                                                      |                               |                               |                                            |                                            |                                            |                                            | Karel II van Mecklenburg-Strelitz (1741-1816) | Karel II van Mecklenburg-Strelitz (1741-1816) | Karel II van Mecklenburg-Strelitz (1741-1816)              | Karel II van Mecklenburg-Strelitz (1741-1816)              | Karel II van Mecklenburg-Strelitz (1741-1816)              | Karel II van Mecklenburg-Strelitz (1741-1816)              |                                                            |                                                            |                                             |                                             |                                                 |                                                 | Frederika Caroline Louise van Hessen-Darmstadt (1752–1782) | Frederika Caroline Louise van Hessen-Darmstadt (1752–1782) | Frederika Caroline Louise van Hessen-Darmstadt (1752–1782) | Frederika Caroline Louise van Hessen-Darmstadt (1752–1782) | Frederika Caroline Louise van Hessen-Darmstadt (1752–1782)          | Frederika Caroline Louise van Hessen-Darmstadt (1752–1782)          |                                                                     |                                                                     |                                                                     |                                                                     |  |  |  |  |  |  |  |  |  |  |  |  |  |  |  |  |  |  |  |  |  |  |  |  |  |  |  |  |  |  |  |  |  |  |  |  |  |  |  |  |  |  |  |  |  |  |  |  |
|                                            |                                            |                                            |                                            |                                            |                                            |                                               |                                               |                                               |                                               | Frederik Willem III van Pruisen (1770-1840)   | Frederik Willem III van Pruisen (1770-1840)   | Frederik Willem III van Pruisen (1770-1840) | Frederik Willem III van Pruisen (1770-1840) | Frederik Willem III van Pruisen (1770-1840)  | Frederik Willem III van Pruisen (1770-1840)  |                                              |                                              |                                              |                                              |                                                      |                                                      |                                                      |                                                      |                                                      |                                                      |                               |                               |                                            |                                            |                                            |                                            |                                               |                                               |                                                            |                                                            |                                                            |                                                            | Louise van Mecklenburg-Strelitz (1776-1810)                | Louise van Mecklenburg-Strelitz (1776-1810)                | Louise van Mecklenburg-Strelitz (1776-1810) | Louise van Mecklenburg-Strelitz (1776-1810) | Louise van Mecklenburg-Strelitz (1776-1810)     | Louise van Mecklenburg-Strelitz (1776-1810)     |                                                            |                                                            |                                                            |                                                            |                                                                     |                                                                     |                                                                     |                                                                     |                                                                     |                                                                     |  |  |  |  |  |  |  |  |  |  |  |  |  |  |  |  |  |  |  |  |  |  |  |  |  |  |  |  |  |  |  |  |  |  |  |  |  |  |  |  |  |  |  |  |  |  |  |  |
|                                            |                                            |                                            |                                            |                                            |                                            |                                               |                                               |                                               |                                               | Frederik Willem III van Pruisen (1770-1840)   | Frederik Willem III van Pruisen (1770-1840)   | Frederik Willem III van Pruisen (1770-1840) | Frederik Willem III van Pruisen (1770-1840) | Frederik Willem III van Pruisen (1770-1840)  | Frederik Willem III van Pruisen (1770-1840)  |                                              |                                              |                                              |                                              |                                                      |                                                      |                                                      |                                                      |                                                      |                                                      |                               |                               |                                            |                                            |                                            |                                            |                                               |                                               |                                                            |                                                            |                                                            |                                                            | Louise van Mecklenburg-Strelitz (1776-1810)                | Louise van Mecklenburg-Strelitz (1776-1810)                | Louise van Mecklenburg-Strelitz (1776-1810) | Louise van Mecklenburg-Strelitz (1776-1810) | Louise van Mecklenburg-Strelitz (1776-1810)     | Louise van Mecklenburg-Strelitz (1776-1810)     |                                                            |                                                            |                                                            |                                                            |                                                                     |                                                                     |                                                                     |                                                                     |                                                                     |                                                                     |  |  |  |  |  |  |  |  |  |  |  |  |  |  |  |  |  |  |  |  |  |  |  |  |  |  |  |  |  |  |  |  |  |  |  |  |  |  |  |  |  |  |  |  |  |  |  |  |
|                                            |                                            |                                            |                                            |                                            |                                            |                                               |                                               |                                               |                                               |                                               |                                               |                                             |                                             |                                              |                                              |                                              |                                              |                                              |                                              |                                                      |                                                      |                                                      |                                                      |                                                      |                                                      |                               |                               |                                            |                                            |                                            |                                            |                                               |                                               |                                                            |                                                            |                                                            |                                                            |                                                            |                                                            |                                             |                                             |                                                 |                                                 |                                                            |                                                            |                                                            |                                                            |                                                                     |                                                                     |                                                                     |                                                                     |                                                                     |                                                                     |  |  |  |  |  |  |  |  |  |  |  |  |  |  |  |  |  |  |  |  |  |  |  |  |  |  |  |  |  |  |  |  |  |  |  |  |  |  |  |  |  |  |  |  |  |  |  |  |
|                                            |                                            |                                            |                                            |                                            |                                            |                                               |                                               |                                               |                                               |                                               |                                               |                                             |                                             |                                              |                                              |                                              |                                              |                                              |                                              |                                                      |                                                      |                                                      |                                                      |                                                      |                                                      |                               |                               |                                            |                                            |                                            |                                            |                                               |                                               |                                                            |                                                            |                                                            |                                                            |                                                            |                                                            |                                             |                                             |                                                 |                                                 |                                                            |                                                            |                                                            |                                                            |                                                                     |                                                                     |                                                                     |                                                                     |                                                                     |                                                                     |  |  |  |  |  |  |  |  |  |  |  |  |  |  |  |  |  |  |  |  |  |  |  |  |  |  |  |  |  |  |  |  |  |  |  |  |  |  |  |  |  |  |  |  |  |  |  |  |
| Frederik Willem IV van Pruisen (1795-1861) | Frederik Willem IV van Pruisen (1795-1861) | Frederik Willem IV van Pruisen (1795-1861) | Frederik Willem IV van Pruisen (1795-1861) | Frederik Willem IV van Pruisen (1795-1861) | Frederik Willem IV van Pruisen (1795-1861) |                                               |                                               | Wilhelm I van Duitsland (1797-1888)           | Wilhelm I van Duitsland (1797-1888)           | Wilhelm I van Duitsland (1797-1888)           | Wilhelm I van Duitsland (1797-1888)           | Wilhelm I van Duitsland (1797-1888)         | Wilhelm I van Duitsland (1797-1888)         |                                              |                                              | Charlotte van Pruisen (1798-1860)            | Charlotte van Pruisen (1798-1860)            | Charlotte van Pruisen (1798-1860)            | Charlotte van Pruisen (1798-1860)            | Charlotte van Pruisen (1798-1860)                    | Charlotte van Pruisen (1798-1860)                    |                                                      |                                                      | Karel van Pruisen (1801-1883)                        | Karel van Pruisen (1801-1883)                        | Karel van Pruisen (1801-1883) | Karel van Pruisen (1801-1883) | Karel van Pruisen (1801-1883)              | Karel van Pruisen (1801-1883)              |                                            |                                            | Alexandrine van Pruisen (1803-1892)           | Alexandrine van Pruisen (1803-1892)           | Alexandrine van Pruisen (1803-1892)                        | Alexandrine van Pruisen (1803-1892)                        | Alexandrine van Pruisen (1803-1892)                        | Alexandrine van Pruisen (1803-1892)                        |                                                            |                                                            | Louise van Pruisen (1808-1870)              | Louise van Pruisen (1808-1870)              | Louise van Pruisen (1808-1870)                  | Louise van Pruisen (1808-1870)                  | Louise van Pruisen (1808-1870)                             | Louise van Pruisen (1808-1870)                             |                                                            |                                                            | Albert van Pruisen (1809-1872)                                      | Albert van Pruisen (1809-1872)                                      | Albert van Pruisen (1809-1872)                                      | Albert van Pruisen (1809-1872)                                      | Albert van Pruisen (1809-1872)                                      | Albert van Pruisen (1809-1872)                                      |  |  |  |  |  |  |  |  |  |  |  |  |  |  |  |  |  |  |  |  |  |  |  |  |  |  |  |  |  |  |  |  |  |  |  |  |  |  |  |  |  |  |  |  |  |  |  |  |